# Конституционный референдум в Южной Корее (1975)
Конституционный референдум 1975 года в Южной Корее состоялся 12 февраля Референдум был организован президентом Пак Чон Хи и его окружением с целью подтверждения действующей Конституции Юсин. Явка на референдум составила 79,8 %, из числа принявших участие 74,4 % высказались «за».

## Результаты референдума
| Выбор                   | Число поданных голосов | %    |
| ----------------------- | ---------------------- | ---- |
| За                      | 9 800 206              | 74,4 |
| Против                  | 3 364 798              | 25,6 |
| Испорченных бюллетеней  | 239 241                | -    |
| Всего                   | 13 404 245             | 100  |
| Источник: Nohlen et al. |                        |      |